# Plaza de los Depósitos del Sol
La plaza de los Depósitos del Sol es una céntrica plaza de la ciudad española de Albacete. Situada en el barrio de Carretas-Huerta de Marzo de la capital manchega, posee una explanada de grandes dimensiones que representa un gran tablero de ajedrez, donde las piezas son los emblemáticos Depósitos del Sol que alberga, hoy convertidos en la Biblioteca Municipal de los Depósitos del Sol.

## Historia
La necesidad de abastecerse de agua potable provocó la construcción en 1921 de unos depósitos de agua. El lugar elegido para ello fueron los Ejidos del Sol, una de las zonas más altas de la capital, lugar éste que sería el germen de la actual plaza de los Depósitos del Sol.
Tras servir a la ciudad durante muchos años, las instalaciones cayeron en desuso hasta que, tras ser rehabilitada, fue inaugurada como la Biblioteca Municipal de los Depósitos del Sol en 2001 por el presidente de Castilla-La Mancha José Bono.

## La plaza en la actualidad
La plaza posee una explanada de grandes dimensiones que rodea a los Depósitos del Sol. Dicha explanada está delimitada por las calles Hermanos Quintero, Marzo, Herradores y Oro (esta última peatonal) de la capital albaceteña.
Representa un gran tablero de ajedrez, donde las piezas, los Depósitos del Sol, están situadas en una esquina del mismo. La plaza posee varias esculturas, una fuente cibernética, juegos infantiles y una pérgola de 750 metros que protege del sol.
En los Depósitos del Sol se encuentra la Biblioteca Municipal de los Depósitos del Sol, sede de la Red Pública de Bibliotecas Municipales de Albacete, que cuenta con una sala de estudio con 216 puestos, mediateca, fonoteca, videoteca, biblioteca y centro de documentación con más de 15 000 libros.

## Cultura
En esta plaza tienen lugar las fiestas del barrio de Carretas-Huerta de Marzo de Albacete, que se celebran del 10 al 13 de julio, entre las que se incluyen una verbena popular o un baño de espuma.